# Schermo braille

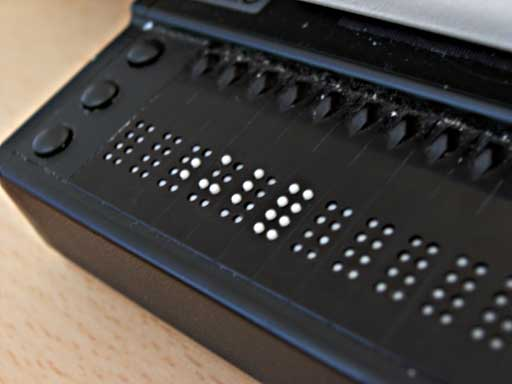
Refreshable Braille display

Uno schermo Braille (in inglese refreshable Braille display o Braille terminal) è un dispositivo elettro-meccanico per visualizzare i caratteri Braille, solitamente per mezzo di una raccolta di punti attraverso dei buchi su una superficie piana. Gli utenti ciechi o ipovedenti, che non possono usare un normale monitor, lo usano per leggere l'output. La sintesi vocale è comunemente usata per lo stesso compito, e un utente ipovedente può scegliere se usare uno dei due sistemi o entrambi allo stesso momento, a seconda delle circostanze.

## Descrizione
A causa della complessità di produzione di un monitor affidabile, questi dispositivi sono costosi. Di solito vengono visualizzate solo 40 o 80 celle Braille: ogni cella si compone di 8 punti, permettendo di rappresentare tutti i 256 caratteri della codifica Ascii estesa.
Su alcuni modelli la posizione del cursore è rappresentata attraverso i punti vibranti, e alcuni modelli hanno un pulsante associato con ogni cella per spostare il cursore direttamente in essa.
Il meccanismo che solleva i punti utilizza il piezoelettrico di alcuni cristalli, che si espandono quando gli viene applicata una tensione. Tale cristallo è collegato ad una leva, che solleva a sua volta il punto. Ci deve essere un cristallo per ogni punto del display, vale a dire otto per carattere.
Il software che controlla il display è chiamato screen reader. Esso raccoglie il contenuto dello schermo del sistema operativo, lo converte in caratteri braille e lo invia al display. Lettori di schermo per la grafica dei sistemi operativi sono particolarmente complessi, perché gli elementi grafici come finestre o slidebars devono essere interpretati e descritti in forma di testo. I sistemi operativi moderni in genere hanno un Application Programming Interface per aiutare i lettori di schermo ad ottenere queste informazioni, come ad esempio MSAA per Microsoft Windows.
Un nuovo sviluppo, chiamato "rotating-wheel Braille display", è stato sviluppato nel 2000 da parte della National Institute of Standards and Technology (NIST) e un secondo "display rotante" è stato progettato a Leuven University in Belgio, entrambi ancora in fase di commercializzazione. I punti Braille vengono disposti sul bordo di una ruota, che permette all'utente di leggere continuamente con un dito mentre la ruota gira ad una velocità selezionata. I punti Braille sono impostati in modo semplice e un attuatore fissa i caratteri. Come risultato, la complessità di fabbricazione è stata notevolmente ridotta e i "rotating-wheel Braille displays", quando saranno in produzione, dovrebbero essere meno costosi dei tradizionali display Braille.
Esistono due tipologie di apparati:
- dispositivi solo terminale
- dispositivi con memoria integrata

### Dispositivi solo terminale
Si compongono della sola riga braille e di un certo numero di tasti funzione, alcuni necessari per muoversi all'interno delle informazioni riportate sullo schermo, altri usati per modificare le impostazioni del display braille stesso.

### Dispositivi con memoria integrata
In questi strumenti, la riga braille è affiancata da funzionalità tipiche delle agende elettroniche e dei computer palmari. Essi possono essere utilizzati sia autonomamente per prendere appunti, navigare in Internet, inviare email, che collegati ad un computer, fornendo quindi la funzionalità di terminale braille.

### Braille computer monitor
Il Braille computer monitor è composto da righe e colonne di celle di forma rettangolare. Le celle includono quattro righe e due colonne di punti che servono per l'interpretazione da parte dell'utente. I perni sono guidati da driver elettromeccanici a impatto e sono tenuti in posizione da cavi elatici elastomerica. I driver impatto sono trasportati su un bi-direzionale di stampa che viaggia sotto i pin mobili. Un meccanismo di cancellazione abbasserà i perni per cancellare i caratteri stampati."
Il Braille computer monitor è sotto brevetto 6700553 degli Stati Uniti.

## Storia
La base di un display Braille è un puro terminale Braille. Lì, l'input è eseguito da due gruppi di tre tasti e una barra spaziatrice, (come nel Dattilobraille), mentre l'output avviene tramite un display braille costituito da una fila di caratteri Braille elettromeccanici. Altre varianti esistenti utilizzano una tastiera QWERTY per input e i perni Braille per output. Nel 1951, David Abraham, un insegnante lavoratore del legno, creò un terminale braille portatile.